# Bombala
Bombala är en ort i Australien. Den ligger i kommunen Snowy Monaro och delstaten New South Wales, i den sydöstra delen av landet, omkring 380 kilometer sydväst om delstatshuvudstaden Sydney.
Trakten runt Bombala är nära nog obefolkad, med mindre än två invånare per kvadratkilometer.. Bombala är det största samhället i trakten.
Trakten runt Bombala består i huvudsak av gräsmarker. Genomsnittlig årsnederbörd är 1 125 millimeter. Den regnigaste månaden är juni, med i genomsnitt 161 mm nederbörd, och den torraste är juli, med 20 mm nederbörd.